# Gossip Girl (Rainbow迷你專輯)
「Gossip Girl」是韓國的女子組合Rainbow的首張迷你專輯。2009年11月12日由DSP Media發售。以專輯同名歌曲「Gossip Girl」為派台歌、「Not your Girl」為第二派台歌。2011年Rainbow於日本出道，重新填上日語歌詞，並以單曲形式推出。

## 概要
- 《Gossip Girl》是Rainbow出道迷你專輯，主打歌曲名稱「Gossip Girl」來自當時著名美國劇集「花邊教主(Gossip Girl)」。

- 2009年11月14日，Rainbow正式出道，以《Gossip Girl》及展示「跳跳舞」、「親親舞」展開正式活動，[1]，翌年1月再以「Not your girl」作為第二主打[2]，並展示「這個這個」舞蹈。其中 《Gossip Girl》在DMB TV、電台、CATV等的放送部門、以及「全年365日24小時不休的排行榜」中獲得了的一周總結第二位。[3]
- 專輯非派台作品「Kiss」，由同公司SS501朴政珉作詞。

## 收錄歌曲
1. Not Your Girl
2. Gossip Girl
3. I Believe
4. Kiss (由SS501朴政珉作詞)
5. 試著忍耐 (참아볼께요)